# Alejandra Paniagua
Alejandra Paniagua Platas (Xalapa, Veracruz) más conocida como Alejandra Paniagua es una cantante, compositora, arpista y multi-instrumentalista mexicana. Su estilo se caracteriza por las diferentes influencias musicales que mezcla que van desde el son jarocho, soul, y pop folk, hasta la música latinoamericana.  Su música se ha presentado en distintas partes de México y en San Francisco California. 

## Trayectoria
Paniagua cuenta con dos materiales discográficos, el primero titulado “EP” en el que participa como solista de su grupo “La Calandria - son jarocho”. Actualmente se encuentra produciendo un segundo material titulado “Flores”. Ha participado en diferentes eventos incluidos el festival Arpa en Manos de Mujer, Semana Binacional de Salud en San Francisco, California (Estados Unidos) , Jazzatlán Club de Jazz, Cumbre Tajín (2017) así como el Festival Cantares en la Ciudad de México.
Ha colaborado con artistas como Loli Molina, Carmen Ruiz, Vivir Quintana, Leiden y Ximbo, entre otros. Fue parte del coro «El Palomar», integrado en 2020 por mujeres de la industria musical, convocado por Mon Lafert.

## Discografía
Alejandra Paniagua, 2017
Flores, 2021